# Osiedle 1 Maja (Bełchatów)
Osiedle 1 Maja – osiedle mieszkaniowe w Bełchatowie położone między ulicami Ludwika Czyżewskiego (dawniej ulicy gen. Karola Świerczewskiego), ul. Sportową, ul. 1 maja i ul. gen. Henryka Dąbrowskiego.
Osiedle składa się z 6 bloków położonych równolegle względem siebie w schemacie (nr bloków) 1-2-3 (bloki przy ulicy 1 maja) oraz 4-5-6 (bloki przy ulicy Czyżewskiego). Między grupami bloków nr 1-3 i 4-6 znajduje się Żłobek "Jaś i Małgosia" oraz Przedszkole Samorządowe nr 4. Do bloku nr 4 przyległa jest świetlica środowiskowa "Arka" prowadzona przez Stowarzyszenie Rodzin Katolickich. W tym samym budynku znajduje się również Poradnia Życia Rodzinnego.
Równolegle do bloku nr 6 (przy ulicy Czyżewskiego) położony jest sąsiadujący z nim budynek bryły kościoła rzymskokatolickiej parafii św. Stanisława Biskupa i Męczennika.
We wschodniej części osiedla znajdował się budynek Samorządowego Zespołu Szkół Ogólnokształcących nr 2 im. Adama Mickiewicza. Obecnie w budynku po SZSO nr 2 znajduje się Urząd Stanu Cywilnego oraz miejska spółka Przedsiębiorstwo Gospodarki Mieszkaniowej Sp. z o.o. zaraz przy nim zaś stadion bełchatowskiej drużyny piłkarskiej, PGE GKS Bełchatów.
Na terenie osiedla znajduje się również miejskie targowisko, nazywane przez bełchatowian "małym rynkiem", w odróżnieniu od targowiska miejskiego znajdującego się przy ulicy Wojska Polskiego, nazywanego potocznie "dużym rynkiem".

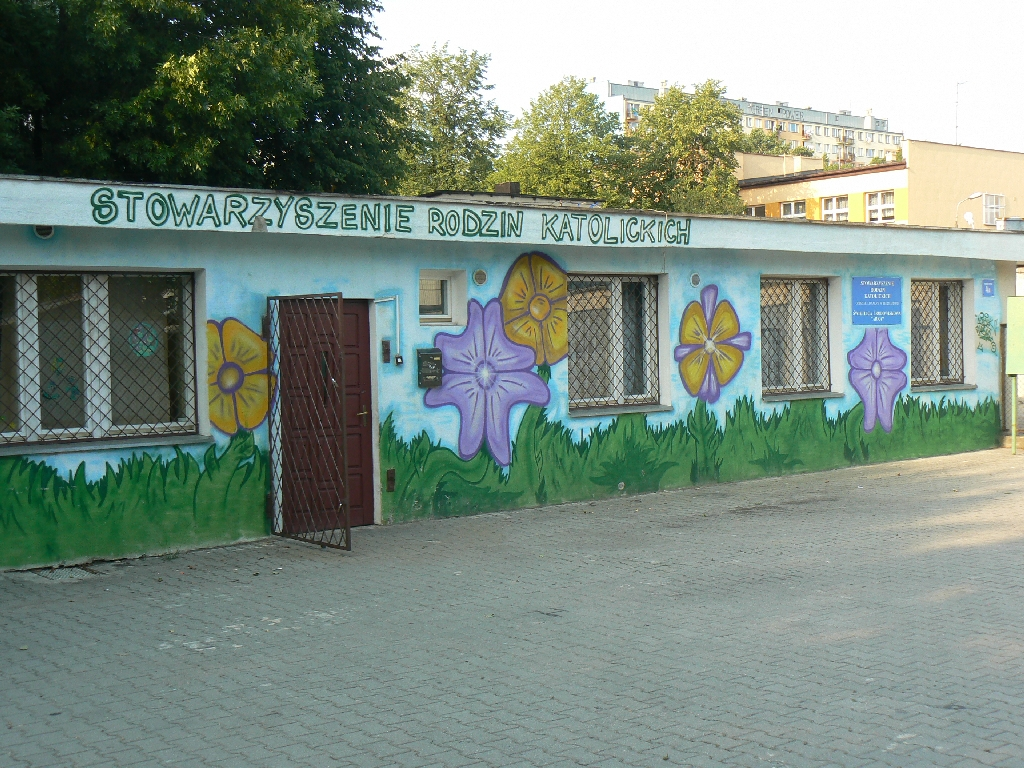
Budynek świetlicy środowiskowej "Arka" w Bełchatowie

Osiedle 1 maja sąsiaduje z:
- Osiedlem Żołnierzy POW
- Osiedlem Tysiąclecia
- Osiedlem Wolność
- Osiedlem Okrzei